# 스테픈 칼롱 닝칸

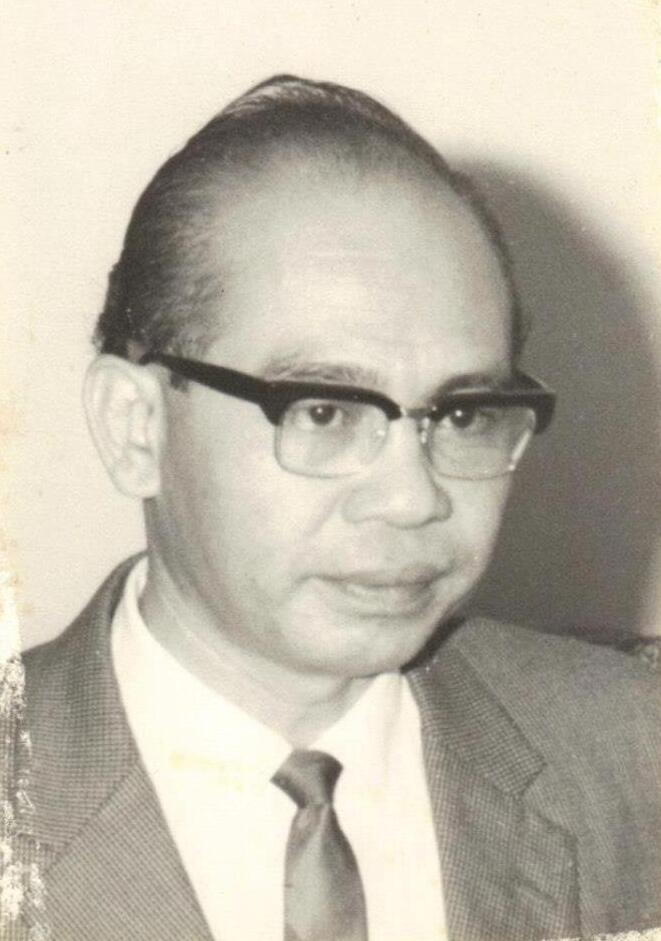

스테픈 칼롱 닝칸(말레이어: Stephen Kalong Ningkan)은 사라왁의 정치인으로 1963년부터 1966년까지 초대 주수상을 역임했다. 1963년 7월 22일 독립 후 사라왁의 초대 총리를 지냈으며, 동년 9월 16일 사라왁이 말레이시아로 편입된 뒤 초대 주수상을 역임했다. 그는 사라왁의 독립을 위해 힘쓴 한편 사라왁을 말레이시아로 편입되게 하는 데 큰 역할을 했다. 그의 재직 시절 이웃 나라인 인도네시아의 침공 등 양국간의 치열한 전쟁을 겪어야만 했다.